# Lincoln, Kalifornien
Lincoln är en stad (city) i Placer County, i delstaten Kalifornien, USA. Enligt United States Census Bureau har staden en folkmängd på 43 970 invånare (2011) och en landarea på 52,1 km².